# (180537) 2004 EB1
(180537) 2004 EB1 — астероїд головного поясу, відкритий 14 березня 2004 року.
Тіссеранів параметр щодо Юпітера — 3,354.